# Salgó László (rendőrtiszt)
Salgó László (Hódmezővásárhely, 1951. október 13. – 2019. május 9.) magyar jogász, rendőr altábornagy, rendőrségi főtanácsos, diplomata, egyetemi tanár; az állam- és jogtudományok kandidátusa (1993).

## Életpályája
Szülei Dr. Salgó László és Masa Erzsébet voltak. 1958–1960 között a Ságvári Endre Általános Iskola; 1960–1966 között a Petőfi Sándor Általános Iskola tanulója volt. 1970-ben érettségizett a Bethlen Gábor Gimnáziumban. 1970–1972 között két éves sorkatonai szolgálatát a Belügyminisztérium Tartalékos Tisztképző Iskolában töltötte. 1972–1974 között valamint 1977–1979 között a Rendőrtiszti Főiskolán tanult. 1974-ben a Belügyminisztérium III. Főcsoportfőnökségének munkatársa lett. Ezen belül 1974 és 1977 között a III/I Csoportfőnökség, azaz a külföldi hírszerzés területén tevékenykedett, majd 1977-től a Belügyminisztérium III/II. Csoportfőnökség azaz a kémelhárítás munkatársa volt a Csongrád Megyei Rendőr-főkapitányságon, először mint operatív, majd mint értékelő tiszt.
1978-ban a Belügyminisztérium III/II. Csoportfőnöksége részéről ő szervezte be Karikó Katalint a kémelhárítás ügynökének.
1984-től a Szent-Györgyi Albert Orvostudományi Egyetem Igazságügyi Orvostani Intézetének tanára volt. 1987-ben jogi doktorátust szerzett a József Attila Tudományegyetemen. 1987–1989 között Makó város rendőrkapitánya volt. 1988-tól a József Attila Tudományegyetem Jogi Karán oktatott. 1989–1997 között Csongrád megye rendőrfőkapitányaként dolgozott. 1990–1991 között az Amszterdami Egyetemen posztgraduális képzésében részesült. 1991-től a Magyar Tudományos Akadémia Hadtudományi Társaságának tagja volt. 1993-ban ügyészi szakvizsgát tett. 1994–1995 között az Illinois-i Egyetemen tanult. 1995-től tagja volt a Magyar Tudományos Akadémia Szegedi Akadémiai Bizottságnak, valamint a Magyar Tudományos Akadémia Kriminológiai Társaságának. 1996-ban az FBI International Law Enforcement Academy-n végzett oktatói munkát. 1996-ban dandártábornokká nevezték ki.
1997–2001 között a Belügyminisztérium munkatársaként a hágai magyar nagykövetségen teljesített diplomáciai szolgálatot belügyi attaséként. 1998-től címzetes főiskolai oktató volt. 2001–2002 között a Tolna Megyei Rendőr-főkapitányságot vezette. 2002-ben vezérőrnagyi kinevezést kapott. 2002–2004 között országos rendőrkapitány volt. 2004-től nyugalmazott altábornagy volt. 2005-től az Europol szakmai aligazgatója volt.

## Magánélete
1977-ben házasságot kötött Zsoldi Gabriellával. Három gyermekük született: László (1979), Adrienn (1980) és Anikó (1981).

## Művei
- Az új típusú biztonság. A magyar és egyes európai rendőrségek összehasonlításának alapkérdései; Közgazdasági és Jogi, Bp., 1994